# Кучин Юрій Леонідович
Кучин Юрій Леонідович (15 вересня 1977) — ректор Національного медичного університету імені О.О. Богомольця (з 2020 року і до цього часу), доктор медичних наук (2015), професор (2017), професор кафедри хірургії, анестезіології та інтенсивної терапії Інституту післядипломної освіти НМУ імені О.О. Богомольця, Заслужений лікар України (2022), член-кореспондент НАМН України, обраний на Загальних зборах Національної академії медичних наук України 16.09.2021 за спеціальністю «Анестезіологія», лікар-анестезіолог, лікар медицини невідкладних станів, Лауреат Національної Премії України імені Бориса Патона (2022).

## Життєпис
Народився 15 вересня 1977 року в м. Чернігів. У 1994 році після закінчення Чернігівської загальноосвітньої школи №3 імені Богдана Хмельницького вступив до Дніпропетровської державної медичної академії та в 1996 році був переведений на 3-й курс до Національного медичного університету імені О.О. Богомольця, де пройшов шлях від студента до ректора.
Закінчив медичний факультет Національного медичного університету імені О.О. Богомольця у 2000 році з відзнакою. Після закінчення університету вступив до магістратури без відриву від виробництва за спеціальністю «Анестезіологія» на кафедру анестезіології, реаніматології та медицини катастроф Національного медичного університету імені О.О. Богомольця. У 2002 році закінчив інтернатуру за спеціальністю «Анестезіологія», одночасно захистив магістерську роботу на тему «Клініко-лабораторне обґрунтування ефективності та безпечності реінфузії аутокрові при крововтратах у пацієнтів з торакальною, абдомінальною травмами та гінекологічною патологією», отримав сертифікат лікаря-спеціаліста та диплом магістра медицини з відзнакою.
У 2002-2005 рр. навчався в аспірантурі на кафедрі анестезіології та інтенсивної терапії Національного медичного університету імені О.О. Богомольця.
Продовживши навчання в магістратурі та аспірантурі, став стипендіатом Кабінету Міністрів України; по закінченню обраний асистентом кафедри анестезіології та інтенсивної терапії, а пізніше — доцентом кафедри. У 2015 році виконував обов’язки декана з інтернатури, у межах своєї роботи та ініціатив сформував Інститут післядипломної освіти НМУ імені О.О. Богомольця, який очолив на посаді директора. З 2018 року — перший проректор з науково-педагогічної роботи та післядипломної освіти НМУ, а з 2020 — ректор Національного медичного університету імені О.О. Богомольця.
Лікар-анестезіолог, лікар вищої категорії. Протягом усього періоду навчання, викладацької й адміністративної діяльності продовжував працювати у практичній медицині. Попри високі адміністративні посади, Юрій Леонідович залишається консультантом у клініках «Оберіг», «Гармонія здоров’я», «Добробут» та активно консультує в університетській клініці НМУ імені О.О. Богомольця, створеній у 2021 році за його ініціативи як ректора НМУ. Продовжує читати лекції для студентів, інтернів і колег.
Пройшов численні курси стажування, зокрема за кордоном.
Одружений, батько чотирьох дітей.

## Медична практика
У студентські роки працював на посаді брата медичного-анестезиста у Головному військовому клінічному госпіталі, під час інтернатури — лікарем невідкладної допомоги. У 2000-2002 рр. проходив інтернатуру з анестезіології на базі Київської міської клінічної лікарні №4 та Київської клінічної лікарні №17. Після закінчення інтернатури працював лікарем-анестезіологом у відділенні інтенсивної терапії загального профілю Київської міської клінічної лікарні швидкої медичної допомоги, працював лікарем невідкладної допомоги у клініці «Медея», лікарем-анестезіологом у Київській міській лікарні швидкої медичної допомоги, Київській медичній клінічній лікарні №17, клініках «Борис», «Оберіг», «Гармонія здоров’я» та «Добробут».
Найбільше досвіду Юрій Кучин набув у лікуванні пацієнтів із політравмою та у торакальній хірургії на кафедральній клінічний базі в Київській міській клінічній лікарні №17. Саме ця робота і визначила в подальшому напрямки як клінічного розвитку – регіональна анестезія та лікування гострого болю та респіраторна підтримка пацієнтів із дихальною недостатністю, так і наукових досліджень, які згодом сформували основу його дисертаційних робіт. Дослідження та впровадження нових методів регіональної анестезії стосувалися як нейроаксіальних, так і периферичних методів.
Практична діяльність у профільних медичних закладах дала можливість отримати досвід застосування найсучасніших технологій в анестезіології та інтенсивній терапії і надалі впроваджувати їх не лише у практику, а й в освітній процес підготовки лікарів-анестезіологів. Саме це та методики транспортування критичних пацієнтів усіма видами наземного та повітряного транспорту, застосування внутрішньокісткового судинного доступу, УЗД та інших візуалізаційних технік у практиці анестезіології та інтенсивної терапії дали змогу впровадити високотехнологічні методи з імплантації судинних портів. Організована проф. Кучиним у клініці «Борис» Служба лікування гострого болю стала третім таким спеціалізованим підрозділом в Україні, що наблизило надання медичної допомоги при болю до найкращих світових стандартів. Всі ці надбання стали практичною базою для клінічних наукових досліджень і розширення сучасної практичної складової для освітнього процесу підготовки лікарів-анестезіологів.
Протягом багатьох років Кучин Ю.Л. був експертом ДОЗ м. Києва та МОЗ України за своєю спеціальністю та співпрацював з Республіканською судово-медичною експертизою. Під час епідемії COVID-19 професор Кучин виступав не лише як організатор активної взаємодії НМУ із закладами охорони здоров’я і експерт МОЗ України, а й як тренер для лікарів, що працюють з критичними пацієнтами. Особисто проводив консультації для пацієнтів та надавав допомогу як лікар у «Червоній зоні» від самого початку пандемії.

## Наукова робота
Юрій Леонідович Кучин – представник класичної української анестезіологічної школи, учень члена-кореспондента НАМН України, професора Ф.С. Глумчера та професора Л.П. Чепкого, послідовник професора А.І. Тріщинського.
Основними науковими напрямками його діяльності є дослідження та лікування гострого болю, респіраторна підтримка пацієнтів із дихальною недостатністю та медична освіта, які професор Кучин активно просуває як в академічному напрямку в межах формування наукових шкіл (на сьогодні під його керівництвом захищено 12 дисертаційних робіт на здобуття наукового ступеня Доктора філософії (PhD), 4 – виконується; за його наукового консультування захищено 3 докторські дисертації), так і практичному напрямку – впровадження нових методів лікування та освіти. Серед наукових інтересів також загальна та регіональна анестезія в торакальній, великій абдомінальній, пластичній, ортопедичній хірургії та травматології, урології, акушерстві та гінекології, післяопераційне знеболення, організація служб гострого болю та лікування хронічних больових синдромів, інтенсивна терапія пацієнтів із політравмою, сепсисом, клінічна антибіотикотерапія, інфузійна терапія тощо.
Автор близько 250 наукових праць, в т.ч. 2 підручників, 2 навчальних посібників, 6 монографій, 3 збірників матеріалів науково-практичних конференцій, 5 патентів на винахід. Н-індекс (Scopus) – 9 (44 документи, 658 цитувань). Н-індекс (Google Scholar) – 8 (257 цитувань).
Головний редактор журналу «Pain, Anesthesia and Intensive Care/ Біль, знеболення та інтенсивна терапія», журналу «Периопераційна медицина», голова редакційної колегії журналу «Український науково-медичний молодіжний журнал», член редакційної колегії журналів «Медицина болю», «Клінічна ендокринологія та ендокринна хірургія», науково-практичного видання «Стоматологія. Медицина. Реабілітація». Член редакційної ради міжнародного журналу «BMC Anesthesiology».
Посилання на профілі в наукометричних базах:
Scopus
Orcid 
Webofscience
Scholar
Researchgate

## Громадська діяльність
Бажання професійного розвитку та передачі досвіду протягом усього трудового шляху привело Ю. Л.  Кучина до роботи з професійними об'єднаннями як в Україні, так і за її межами. Ще будучи магістром та аспірантом кафедри анестезіології та інтенсивної терапії допомагав своєму вчителю, професору Глумчеру Феліксу Семеновичу, організовувати роботу Асоціації анестезіологів України. На сьогодні Юрій Леонідович є активним учасником міжнародних професійних об’єднань, очолює Київський освітній центр «Європейської асоціації анестезіологів» та є головним редактором декількох фахових періодичних видань.
Член експертних груп МОЗ України та ДОЗ м. Києва за спеціальністю «Анестезіологія та інтенсивна терапія», Університетської клініки НМУ імені О. О. Богомольця (створена з його ініціативи, 2021).
Секретар Ради ректорів при МОЗ України (2021), директор навчального центру безперервної професійної освіти Європейської асоціації анестезіологів в м. Києві (2016), член Правління та засновник Української асоціації лікування болю (2012), член Міжнародної асоціації вивчення болю (IASP, 2009), член Європейської асоціації з анестезіології та інтенсивної терапії (ESAIC, 2005), директор Київського освітнього центру Європейської асоціації з анестезіології та інтенсивної терапії (CEEA ESAIC), член Європейської асоціації регіональної анестезії (ESRA), член правління Асоціації анестезіологів України — голова комітету з освіти та міжнародних зв’язків, член правління Української федерації професійних медичних об'єднань — голова ради УФПМО. Співзасновник і член Правління ГО «Асоціація анестезіологів м. Києва».
За особистої ініціативи професора Кучина Ю.Л. Національний медичний університет імені О.О. Богомольця продовжує активну участь у Всеукраїнській програмі ментального здоров'я «Ти як?» (ініціатива першої леді України Олени Зеленської) в рамках впровадження міжнародної програми ВООЗ mhGAP у систему освіти майбутніх медиків, роль сімейних лікарів у наданні базової допомоги з питань психічного здоров’я, розбудови мережі центрів ментального здоров'я на базі кластерних лікарень, налагодження психологічних служб у закладах охорони здоров'я, щоб справлятися з професійним вигоранням лікарів та інших медичних працівників.

## Адміністративний досвід
Із 2009 року професор Кучин відповідав за навчальну роботу та навчання англомовних студентів на кафедрі анестезіології та інтенсивної терапії НМУ, а також за підготовку до ліцензійного іспиту КРОК 2 у англомовних студентів на медичному факультеті № 2.
Із 2012 року його призначили помічником проректора з навчальної роботи. Зокрема, відповідав за акредитацію НМУ імені О.О. Богомольця за окремими спеціальностями та загалом, а також за ліцензування окремих освітніх послуг і міжнародний рейтинг QS (НМУ будо відзначено за трьома напрямками).
Із 2015 року виконував обов’язки декана з інтернатури й організовував створення Інституту післядипломної освіти НМУ імені О.О. Богомольця. У межах Інституту було створено 7 нових післядипломних кафедр і центр безперервного професійного розвитку для підвищення кваліфікації медичних педагогічних працівників.
Із 2015 року професора Кучина було обрано директором Інституту післядипломної освіти за конкурсом. Одночасно як професор кафедри хірургії, анестезіології та інтенсивної терапії післядипломної освіти продовжував організовувати та співорганізовувати освітні заходи, спрямовані на навчання новітніх аспектів анестезіології та інтенсивної терапії. Зокрема, започаткував курси тематичного удосконалення лікарів «Лікування післяопераційного болю», «Ультразвук у практиці лікаря-анестезіолога», «Важкі дихальні шляхи», «Практичний курс невідкладної допомоги», «Вентиляційна підтримка критичних пацієнтів» тощо.
Із 2018 року — перший проректор з науково-педагогічної роботи, виконував обов'язки ректора.
Із липня 2020 року — ректор Національного медичного університету імені О.О. Богомольця. Перебуваючи на посаді, ініціював і впровадив численні освітні та соціальні проєкти, що сприяли покращенню організації навчання майбутніх медиків і розвитку галузі охорони здоров’я, особливо в період пандемії COVID-19 та під час активних бойових дій російсько-української війни.

## Нагороди
Почесна відзнака «Патріот України» (за підписом командира в/ч 3027, полковника В. Мусієнка), 26 березня 2023 року
Пам’ятний знак «Зірка Пошани» (за підписом командира в/ч 3027, полковника В. Мусієнка), 15 вересня 2023 року
Знак Департаменту захисту національної державності Служби безпеки України (посвідчення №619 від 13 вересня 2023 року)
Почесна відзнака «За заслуги» (за підписом начальника Української військово-медичної академії В. Савицького, посвідчення №36 від 09 березня 2023 року)
Відзнака з нагоди 40-річчя заснування Національного інституту серцево-судинної хірургії імені М.М. Амосова НАМН України (за підписом директора установи, академіка НАМН України В. Лазоришинця),19 жовтня 2023 року)
Грамота Служби безпеки України (за підписом Першого заступника Голови Служби, генерал-майора С. Андрющенка), 21 липня 2023 року)
Національна премія України імені Бориса Патона 2022 року (указ Президента України, № 808/2022 від 30 листопада 2022 року) (у складі колективу авторів)
Почесне звання «Заслужений лікар України» (Указ Президента від 22 січня 2022 року № 27/2022)
Подяка командира 128-го батальйону 112-ої бригади ТерО м. Києва «За плідну працю та вагомий внесок у справу зміцнення обороноздатності держави у період ворожого вторгнення Росії на територію України» (10 квітня 2022 року)
Відзнака Координаційного центру з психічного здоров’я Кабінету Міністрів України «за долучення до впровадження Всеукраїнської програми з ментального здоров’я «Ти як?» – ініціативи Першої леді України Олени Зеленської»
Почесна відзнака Департаменту охорони здоров’я Київської міської державної адміністрації (№724/к від 16 червня 2020 року)
Почесна грамота Міністерства охорони здоров’я України (наказ МОЗ України №169-Кн від 13 серпня 2021 року)